# Boltzmanns entropiformel
Boltzmanns entropiformel er inden for den statistiske mekanik en central formel, der forbinder et systems entropi {\displaystyle S} med antallet af mulige mikrotilstande {\displaystyle \Omega }.
{\displaystyle S=k_{\text{B}}\ln \Omega }
hvor {\displaystyle \ln } er den naturlige logaritme, mens {\displaystyle k_{\text{B}}} er en proportionalitetskonstant kaldet Boltzmanns konstant. Formlen gælder, når hver mikrotilstand er lige sandsynlig.

## Udledning
Ligningen kan udledes fra Gibbs' entropiformel
{\displaystyle S=-k_{\text{B}}\sum _{i}P_{i}\ln P_{i}}
som er fysikkens version af Shannons entropiformel fra informationsteori. Mikrotilstanden {\displaystyle i} har sandsynligheden {\displaystyle P_{i}}, men for Boltsmanns formel skal alle {\displaystyle \Omega } mikrotilstande være lige sandsynlige, så:
{\displaystyle P_{i}={\frac {1}{\Omega }}}
Dette indsættes i Gibbs' formel:
{\displaystyle {\begin{aligned}S&=-k_{\text{B}}\sum _{i}^{\Omega }{\frac {1}{\Omega }}\ln \left({\frac {1}{\Omega }}\right)\\S&=-k_{\text{B}}\Omega {\frac {1}{\Omega }}\ln \left({\frac {1}{\Omega }}\right)\\S&=-k_{\text{B}}(-\ln \Omega )\\S&=k_{\text{B}}\ln \Omega \end{aligned}}}
Dermed er Boltzmanns entropiformel blevet udledt.